# Névian
Névian település Franciaországban, Aude megyében. Lakosainak száma 1283 fő (2022. január 1.). Névian Bizanet, Cruscades, Marcorignan, Montredon-des-Corbières, Narbonne, Ornaisons, Raissac-d’Aude és Villedaigne községekkel határos.

## Népesség
A település népessége az elmúlt években az alábbi módon változott:
| Lakosok száma | 689  | 815  | 917  | 1275 | 1279 | 1279 | 1301 | 1289 | 1277 | 1283 |
|               | 1968 | 1982 | 1990 | 2006 | 2013 | 2015 | 2017 | 2019 | 2020 | 2022 |